# Die Rettungsflieger/Staffel 2
Die zweite Staffel der deutschen Notfall- und Rettungsserie Die Rettungsflieger feierte ihre Premiere am 20. Januar 1999 auf dem Sender ZDF. Das Finale wurde am 10. März 1999 gesendet.
Die acht Episoden der zweiten Staffel wurden am mittwöchlichen Vorabend auf dem 19:25-Uhr-Sendeplatz erstausgestrahlt und werden seit der Einstellung der Fernsehserie im Jahr 2007 regelmäßig im Nachmittagsprogramm von ZDF und Nachmittags- und Vorabendprogramm von ZDFneo wiederholt.

## Darsteller
| Rollenname       | Dienstgrad     | Beruf             | Schauspieler  |
| ---------------- | -------------- | ----------------- | ------------- |
| Alexander Karuhn | Hauptmann      | Pilot             | Matthias Leja |
| Max Westphal     | Hauptfeldwebel | Bordtechniker     | Frank Stieren |
| Maren Maibach    | Stabsarzt      | Notärztin         | Gerit Kling   |
| Thomas Asmus     | Oberbootsmann  | Rettungsassistent | Ulrich Bähnk  |
| Jan Wollcke      | Hauptfeldwebel | Bordtechniker     | Oliver Hörner |

## Episoden
| Nr. (ges.) | Nr. (St.) | Originaltitel           | Erstausstrahlung D | Regie              |
| --- | --------- | ----------------------- | ------------------ | ------------------ |
| 7 | 1         | In Panik                | 20. Jan. 1999      | Klaus Gietinger    |
| Das Team der Rettungsflieger wird zu einem Autounfall auf einer Landstraße gerufen: Dort ist ein Mädchen vor ein Auto gelaufen, doch die Rettungsflieger treffen nur den Autofahrer an, das Mädchen ist verschwunden. Als das Team nach einem Suchflug die kleine Julia trifft sind ihre Sachen blutverschmiert, aber sie hat keine Wunden und behauptet ihren Vater erstochen zu haben. Als die Retter am Elternhaus des Mädchens ankommen finden sie den toten Vater und für die hinzugerufene Polizei scheint der Fall sehr schnell klar zu sein, allerdings bekommt Notärztin Dr. Maren Maibach Zweifel. Der nächste Einsatz führt die Crew zum Flughafen, lenkt Rettungsassistent Thomas Asmus von seinem Ärger mit dem Finanzamt und Bordtechniker Max Westphal von seinem Liebeskummer ab. Gastdarsteller: Werner Eichhorn als Herr Meier, Jörg Bräuer als Kripobeamter, Cosima Alessa Grimm als Julia Guttschick, Edda Leesch als Frau Guttschick, Rolf Becker als Schulz, Günter Bothur als Riedel, Vijak Bayani als Stewardess, Katja Hoffmann als Krankenschwester auf der Intensivstation, Bojana Golenac als Amelie |           |                         |                    |                    |
| 8 | 2         | Blindflug               | 27. Jan. 1999      | Klaus Gietinger    |
| Die Rettungsflieger müssen ein Baby mit Herzklappenfehler in eine Spezialklinik fliegen, doch ein Unwetter hindert Pilot Alexander Karuhn daran den Flug zu verantworten. Notärztin Dr. Maren Maibach ist entsetzt, dass ihr Pilot das Leben des Neugeborenen aufs Spiel setzt, doch Bordtechniker Max Westphal findet einen Weg die Wetterfront zu umgehen. Auch der nächste Einsatz wird dramatisch: Notärztin Dr. Maibach und Rettungsassistent Thomas Asmus bleiben mit einer Asthmapatientin im Aufzug stecken und müssen von ihren Teamkameraden gerettet werden. Gerade als das Team wieder im Rettungszentrum angekommen ist taucht dort der 14-jährige Benny auf und behauptet der Sohn von Alexander Karuhn zu sein. Gastdarsteller: Bojana Golenac als Amelie, Judith Engel als Frau Süss, Patrik Fichte als Dr. Weiland, Pierre Britz als Benny, Henry König als Dr. Böhmer, Karl Knaup als Kalkowski, Emilio De Marchi als Andresen, Jockel Tschiersch als Hausmeister, Monika Guthmann als Pia Marquardt, Karla Aringhoff als Laura Marquardt |           |                         |                    |                    |
| 9 | 3         | Der Schock              | 3. Feb. 1999       | Wilhelm Engelhardt |
| Die Crew der Rettungsflieger wird in den Hamburger Hafen gerufen: Ein Arbeiter wurde von einem Skorpion gestochen. Pilot Alexander Karuhn und Bordtechniker Max Westphal suchen nach dem Tier um es dem Bernhard-Nocht-Institut für Tropenmedizin zur Behandlung des Verletzten zu übergeben und tatsächlich gelingt es Max Westphal den Skorpion einzufangen, doch als der Bordtechniker beim nächsten Einsatz ein kleines Mädchen retten will wird er von einem ungeduldigen Autofahrer am Unfallort angefahren und erleidet ein LWS-Fraktur. Das Team ist schockiert, muss seinen Bordtechniker in die Klinik fahren und Pilot Alexander Karuhn muss beim Geschwader in Hohn einen Ersatz ordern: Hauptfeldwebel Jan Wollcke übernimmt und wird zunächst sehr kritisch beäugt. Gastdarsteller: Pierre Britz als Benny, Bojana Golenac als Amelie, David Keitsch als Tim, Dirk Lüdemann als Hafenarbeiter, Gudrun Gundelach als Fachärztin für Tropenmedizin, Karl-Heinz Haberland als Dickmann, Beate Kiupel als Blondine, Claudio Maniscalco als ungeduldiger Autofahrer, Boris Freytag als Polizist, Petra Schoettler als Polizistin, Frank Reidock als Facharzt für Chirurgie, Angela Stresemann als gepflegte Dame, Jerry Marwig als Hauptmann Müller |           |                         |                    |                    |
| 10 | 4         | Mit dem Rücken zur Wand | 10. Feb. 1999      | Wilhelm Engelhardt |
| Ein junger Mann überfallt einen Supermarkt und schießt mit einer Schrotflinte auf die Kassiererin und wird selbst vom Spezialeinsatzkommando niedergeschossen. Das Team der Rettungsflieger muss die schwerverletzte Frau schnell in die Klinik bringen und wenig später den jungen Mann versorgen, doch dabei ziehen sie den Unmut der Schaulustigen auf sich und müssen sich gegen diese behaupten. Währenddessen erhält Pilot Alexander Karuhn Gewissheit: Er hat einen 14 Jahre alten Sohn. Gastdarsteller: Pierre Britz als Benny, Daniela Ziegler als Katja Talheim, Henning Baum als Notarzt |           |                         |                    |                    |
| 11 | 5         | Auf Gedeih und Verderb  | 17. Feb. 1999      | Rolf Liccini       |
| Der kleine Daniel stürzt aus dem Fenster des dritten Stocks, doch als Notärztin Dr. Maren Maibach dem Jungen die notwendige Erstversorgung einleiten möchte wird sie von seinen streng gläubigen Eltern abgehalten. Pilot Alexander Karuhn klärt über Funk die Rechtslage eines solchen Falles, aber seiner Notärztin bleibt keine Zeit zu warten und dies hat Folgen: Nun wird sie von den Sektenführern belästigt, allerdings kann Anton Wollcke, Bruder von Jan Wollcke, sie schnell auf andere Gedanken bringen. Derweil muss sich Alexander Karuhn von seinem Sohn verabschieden, denn der begleitet seine Mutter auf Tourneereise. Gastdarsteller: Pierre Britz als Benny, Daniela Ziegler als Katja Talheim, Michael Trischan als Gerhard Röhring, Angela Hobrig als Sophia Röhring, Wolfgang Kaven als Dr. Fresenius, Henry König als Richter |           |                         |                    |                    |
| 12 | 6         | Ohne Vorwarnung         | 24. Feb. 1999      | Rolf Liccini       |
| Überraschung für Notärztin Dr. Maren Maibach: Ihre Familie steht am Morgen im Rettungszentrum und will sie besuchen, doch ein Einsatz verhindert ein längeres Gespräch. An diesem Tag gibt es viel zu tun für das Team der Rettungsflieger: ein Reitunfall, ein Grillunfall und ein Schwelbrand, der die Notärztin und ihren Rettungsassistenten selbst in Lebensgefahr bringt. Als die Crew am Abend wieder im Rettungszentrum ankommt steht Maren Maibach vor den nächsten Problemen, denn sie muss ihrer Schwester Kerstin helfen und ihrer Familie ihren neuen Lebensgefährten vorstellen. Gastdarsteller: Brigitte Janner als Birgit Schmitzke, Andrea Lüdke als Kerstin, Norbert Braun als Winfried Worms, Thea Frank als Anna Haller, Daniela Hoffmann als Frau Gärtner, Sophie Steiner als Gesa Haller, Mika Walter als Unfallzeuge Schmidt |           |                         |                    |                    |
| 13 | 7         | Die Angst im Nacken     | 3. März 1999       | Rolf Liccini       |
| Die Rettungsflieger müssen den Krankentransport einer jungen Tuberkulose-Patientin von Helgoland nach Hamburg übernehmen, doch während des Fluges über die Nordsee setzen bei der jungen Frau innere Blutungen ein. Der Fall scheint hoffnungslos, das Notärztin Dr. Maren Maibach in der Luft nicht behandeln kann aber auch eine Landung nicht möglich ist, doch dann entdeckt Rettungsassistent Thomas Asmus eine Fregatte der deutschen Bundeswehr, welcher in der Nordsee kreuzt. Während Pilot Alexander Karuhn um Landeerlaubnis bittet und auf der Fregatte landen kann, wird die junge Frau durch den Stabsarzt der Fregatte und Maren Maibach behandelt und kann in die Klinik geflogen werden. Der nächste Einsatz führt die Crew in ein Restaurant wo ein Gast einen Anfall simuliert um die Zeche zu prellen, aber auch zwei Junkies, die auf eigene Faust einen Entzug durchführen wollen uns sich dabei in höchste Gefahr begeben. Gastdarsteller: Katharina Eckerfeld als Bibi, Tilmar Kuhn als Chris, Udo Swann als Dr. Falck |           |                         |                    |                    |
| 14 | 8         | Heiß und kalt           | 10. März 1999      | Rolf Liccini       |
| Die Rettungsflieger werden zu einem schwer verletzten Jungen, der an einer Bahnanlage einen Stromschlag erlitten hat, gerufen. Dem Team gelingt es gerade noch den Jungen zu retten, doch auch der nächste Einsatz wird schwer, denn die Crew muss einen Jungen aus einem Forellenteich retten. Währenddessen habe einige Teammitglieder eigentlich Anderes zu tun: Maren Maibach muss Anton Wollckes Macken erkennen, Thomas Asmus hat private Probleme und Alexander Karuhn hat sich in die Stimme einer Fluglotsin verliebt. Der nächste Tag beginnt dann so spektakulär wie der letzte geendet hat: „Unfall in der Kanalisation – Vergiftungsgefahr durch Faulgase“ lautet die Depesche von Florian Hamburg. Gastdarsteller: Klausjürgen Steinmann als Teichwirt Köhnke, Karin Heine als Wera Köhnke |           |                         |                    |                    |

## DVD-Veröffentlichung
Die DVD mit den Episoden der zweiten Staffel erschien am 22. Februar 2008.
Eine DVD-Box mit allen elf Staffeln der Rettungsflieger und dem Pilotfilm Vier Freunde im Einsatz erschien am 24. August 2012.